# Евич, Николай Карпович
Николай Карпович Евич (укр. Микола Карпович Євич; 12 апреля 1921 год — дата и место смерти не известны) — советский колхозник, тракторист семеноводческого совхоза имени 2-й пятилетки Министерства совхозов СССР, Одесская область, Украинская ССР. Герой Социалистического Труда (1949).

## Биография
Родился 12 апреля 1921 года в крестьянской семье в одном из сёл современного Маньковского района Черкасской области. В 1939 году был призван в ряды Красной Армии. Участвовал в Великой Отечественной войне с июня 1941 года. Принимал участие в оборонительных сражениях на территории Украины. В августе 1941 года попал в плен в окрестностях города Первомайска Одесской (ныне — Николаевской) области. В 1945 году освобождён из плена союзниками.
С 1948 года — тракторист семеноводческого совхоза имени 2-й Пятилетки Первомайского района. Собрал в среднем по 30,9 центнеров пшеницы с каждого гектара с участка площадью 150 гектаров, перевыполнив план в тракторной бригаде на 25,5 %. За эти выдающиеся трудовые достижения был удостоен в 1949 году звания Героя Социалистического Труда.
В 1971 году вместе с семьёй переехал в Одесскую область.

## Награды
- Герой Социалистического Труда — указом Президиума Верховного Совета СССР от 18 июня 1949 года
- Орден Ленина
- Орден Отечественной войны II степени (1985)